# 前橋地裁・福島第一原発事故損害賠償請求事件
前橋地裁・福島第一原発事故損害賠償請求事件（まえばしちさいふくしまだいいちげんぱつじこそんがいばいしょうせいきゅうじけん）は、前橋地方裁判所で行われた、福島県から群馬県内への避難民によって起こされた裁判。津波は予見可能であり未然に防ぐことが可能だったのに東京電力（以下、東電）と日本国の怠慢により福島第一原子力発電所事故が起こったと司法が初めて認めた裁判となった。判決時の裁判長は原道子。総額約15億の損害賠償が国と東電に求められたが、判決で両者に命じられた賠償額は3855万円であった。判決の言い渡し日は、2017年3月17日。
弁護団による本件の呼称に裁判所名を冠して正式名称とした。群馬訴訟とも呼ばれる。

## 判決のポイント
朝日新聞は2017年3月18日朝刊の第一面で、本裁判のポイントを以下のようにまとめた。
- 東電は高い津波の到来を遅くとも2002年には予見でき、2008年には実際に予見していた。
- 東電が津波対策をとっていれば、原発事故は発生しなかった。
- 国も津波到来を予見できる状況だったのに、事故を未然に防ぐための命令を東電に出さなかった。

## 各界の反応
- 「生業を返せ、地域を返せ!」福島原発訴訟弁護団の馬奈木厳太郎は、「今後に控える千葉地裁や福島地裁での判決に、東電だけでなく国の責任も認めたこの裁判が、貴重な一歩となる。また、判決が自主避難者に大して、避難という選択を承認するメッセージを出したのも重要だ。しかし、損害額が不当に低く押さえられた判決であり、その点が今後の課題だ」とコメントした[3]。

## 二審
2021年1月21日に東京高等裁判所（足立哲裁判長）は前橋地裁判決とは一転して国の責任を否定し、東電のみに計1億1972万円の支払いを命じた。

## 最高裁
最高裁判所第2小法廷（菅野博之裁判長）は2022年3月2日付で東電の上告を退け、東電による賠償支払い判決が確定した。
同年6月17日、最高裁判所第2小法廷で群馬訴訟、福島訴訟（生業訴訟）、千葉訴訟、愛媛訴訟の4つの判決が下された。判決は「長期評価」に示された津波の予測に従って対策は行われており、実際に発生した地震は予測よりもはるかに大きいものであったため事故は防げなかった可能性が高いとして、国の責任を否定し、国の賠償責任を認めない判決を下した。裁判長は菅野博之、判事は草野耕一、岡村和美、三浦守。三浦のみ判決反対であり、判決文の全54ページ中30ページに反対意見を述べている。